# رولاند أليكساندر
رولاند أليكساندر (بالفرنسية: Roland Alexandre)‏ هو ممثل فرنسي، ولد في 6 نوفمبر 1927 بباريس في فرنسا، وتوفي بنفس المكان في 1 فبراير 1956.

## وصلات خارجية
- رولاند أليكساندر على موقع IMDb (الإنجليزية)
- رولاند أليكساندر على موقع ألو سيني (الفرنسية)
- رولاند أليكساندر على موقع أول موفي (الإنجليزية)
- رولاند أليكساندر على موقع قاعدة بيانات الأفلام السويدية (السويدية)
- رولاند أليكساندر على موقع قاعدة بيانات الفيلم (الإنجليزية)
- رولاند أليكساندر على موقع كينوبويسك (الروسية)